# (4906) Snéfrou
(4906) Snéfrou, désignation internationale (4906) Seneferu, est un astéroïde de la ceinture principale.

## Description
(4906) Snéfrou est un astéroïde de la ceinture principale. Il fut découvert par Cornelis Johannes van Houten et Tom Gehrels le 24 septembre 1960 à l'observatoire Palomar. Il présente une orbite caractérisée par un demi-grand axe de 2,176 UA, une excentricité de 0,215 et une inclinaison de 1,65° par rapport à l'écliptique.
Il fut nommé en hommage à Snéfrou, premier roi de la IVe dynastie égyptienne.

## Compléments